# Winners Open 2021
L'Open di Romania 2021 (conosciuto anche con il nome di Winners Open 2021 per ragioni di sponsorizzazione), è un torneo di tennis femminile giocato su campi in cemento. È la 1ª edizione dell'evento. Appartiene alla categoria WTA 250 nel WTA Tour 2021. Il torneo si svolge presso il Winners Tennis Club di Cluj-Napoca (Romania) dal 2 all'8 agosto 2021.

## Partecipanti

### Teste di serie
| Nazionalità | Giocatrice          | Ranking* | Testa di serie |
| ----------- | ------------------- | -------- | -------------- |
| Francia     | Alizé Cornet        | 63       | 1              |
| Germania    | Andrea Petković     | 97       | 2              |
| Romania     | Ana Bogdan          | 101      | 3              |
| Italia      | Martina Trevisan    | 102      | 4              |
| Romania     | Elena-Gabriela Ruse | 105      | 5              |
| Slovenia    | Kaja Juvan          | 114      | 6              |
| Bulgaria    | Viktoriya Tomova    | 119      | 7              |
| Slovacchia  | Kristína Kučová     | 120      | 8              |

* Ranking al 26 luglio 2021.

### Altre partecipanti
Le seguenti giocatrici hanno ricevuto una wild card per il tabellone principale:
- Alex Eala
- Elena-Gabriela Ruse
- Briana Szabó
- Evelyne Tiron

La seguente giocatrice ha ottenuto la qualificazione al torneo grazie al protected ranking:
- Andrea Petković

Le seguenti giocatrici sono passate dalle qualificazioni:

- Alexandra Dulgheru
- Jana Fett
- Aleksandra Krunić
- Seone Mendez
- Paula Ormaechea
- Panna Udvardy

### Ritiri
Prima del torneo
- Tímea Babos → sostituita da  Katarzyna Kawa
- Irina-Camelia Begu → sostituita da  Viktória Kužmová
- Elisabetta Cocciaretto → sostituita da  Mihaela Buzărnescu
- Zarina Diyas → sostituita da  Jaqueline Cristian
- Sara Errani → sostituita da  Kristína Kučová
- Viktorija Golubic → sostituita da  Mayar Sherif
- Polona Hercog → sostituita da  Anna Karolína Schmiedlová
- Tereza Martincová → sostituita da  Lesja Curenko
- Jasmine Paolini → sostituita da  Réka Luca Jani
- Arantxa Rus → sostituita da  Çağla Büyükakçay
- Patricia Maria Țig → sostituita da  Lara Arruabarrena

## Campionesse

### Singolare
Andrea Petković ha sconfitto in finale  Mayar Sherif con il punteggio di 6-1, 6-1.

### Doppio
Natela Dzalamidze /  Kaja Juvan hanno sconfitto in finale  Katarzyna Piter /  Mayar Sherif con il punteggio di 6-3, 6-4.